# محمد ربیعی
ملامحمد ربیعی (به کردی: محەممەد ڕەبیعی) مشهور به ماموستا ربیعی (زادهٔ ۱۳۱۱ در دره‌اسپ، دیواندره – درگذشتهٔ ۱۱ آذر ۱۳۷۵ در کرمانشاه) مفتیِ مذهب شافعی، نویسنده، شاعر، قاری قرآن و گوینده در رادیوهای کردیِ کرمانشاه و تهران بود. او امام جمعه و خطیبِ مسجد جامع شافعی کرمانشاه بود که در سال ۱۳۷۵ طی کشتارِ موسوم به «قتل‌های زنجیره‌ای ایران» به قتل رسید.

## زندگی‌نامه

### کودکی و جوانی

هیئت اعزامی حکومت تازه‌تأسیس جمهوری اسلامی به کردستان برای حل مسئله کردستان در فروردین ۱۳۵۸. از چپ به راست: [ناشناس]، [ناشناس]، محمد ربیعی، احمد مفتی‌زاده، سید محمود طالقانی، سید محمد بهشتی، اکبر هاشمی رفسنجانی، ابوالحسن بنی‌صدر، [ناشناس].

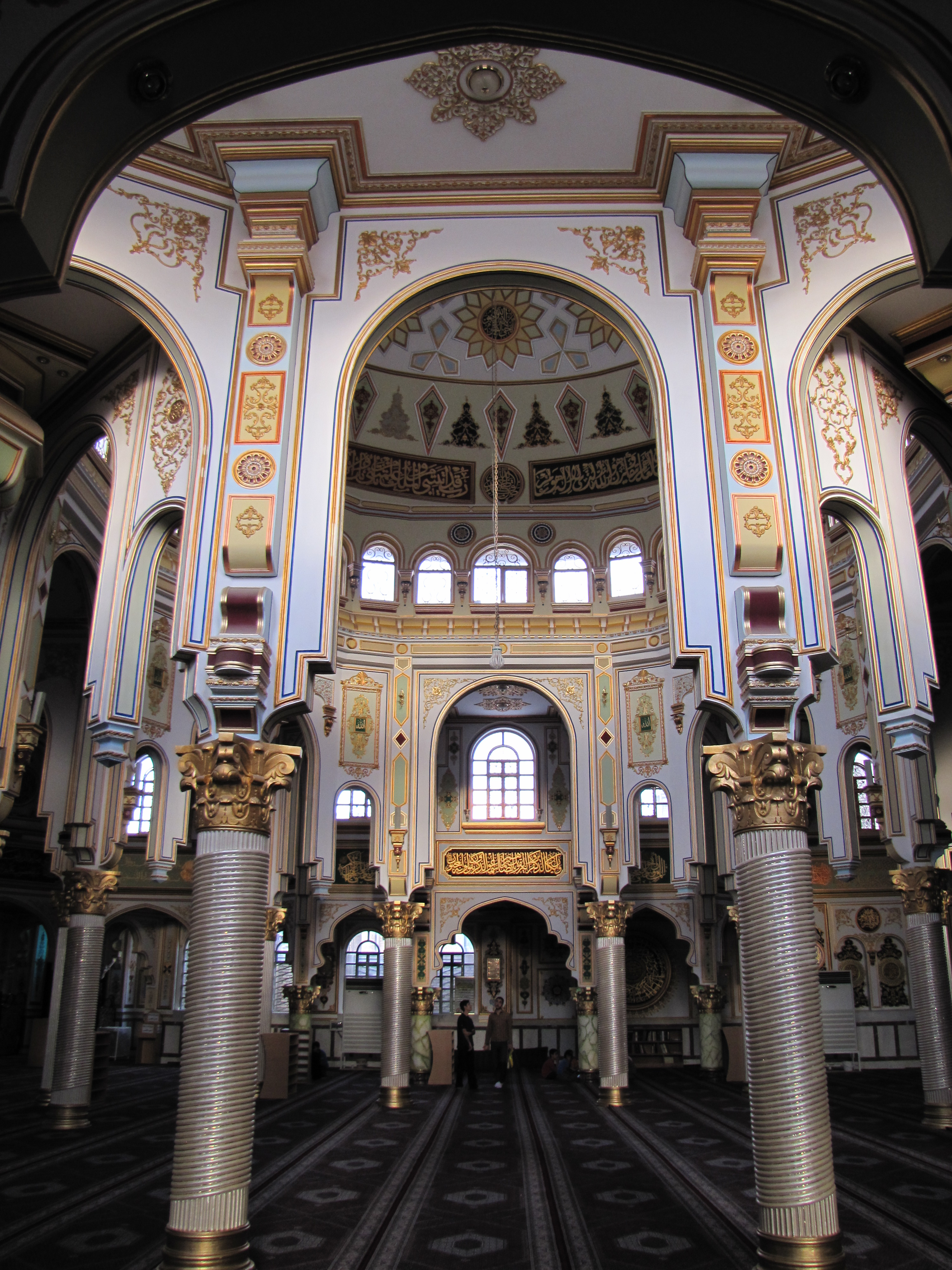
مسجد جامع شافعی کرمانشاه که محمد ربیعی برای مدت چند دهه، مسئولیت آن را عهده‌دار بوده‌است.

محمد ربیعی در سال ۱۳۱۱ در روستایِ دره‌اسب از توابع دیواندره به‌دنیا آمد. او فرزند «ملا عبدالحکیم» بود و در پنج سالگی قرآن را از پدرش یادمی‌گیرد و بعد از آن نیز کتب اولیهٔ علوم صرف و نحوِ عربی را نیز از عمویش «ملا محمود» یادمی‌گیرد. او در سال ۱۳۳۳ از سید علاءالدین حسینی در روستایِ قشلاق سفیدِ دیواندره اجازهٔ افتاء و تدریس دریافت می‌کنند. ربیعی تا سال ۱۳۴۵ و برای مدت ۱۲ سال در قشلاق سفید به تدریس طلاب، امامتِ جمعه و جماعت و هم‌چنین چرخاندن دفتر ازدواج و طلاق مشغول بود.
ربیعی در ۱۳۴۵ طی مسابقهٔ بین‌المللی قرائت قرآن که پاکستان برگزار می‌شود در میان قاریان ۲۲ کشور جهان، پس از محمود خلیل الحصری، قاری مشهور مصری، موفق به دریافت مقام دوم مسابقه می‌شود. در پاییز سال ۱۳۵۷ از سوی مردم به‌عنوان خطیب و امام جمعه مسجد جامع امام شافعی کرمانشاه انتخاب می‌شود و تا هنگام کشته‌شدن نیز در همان مسجد بود.

### سرودن و نوشتن
محمد ربیعی از همان ده‌سالگی گاه و بی‌گاه به زبان کردی و فارسی شعر می‌سرود و حتی در دورانِ طلبگی، ملایی و امامتِ مسجد نیز از آن غافل نشد و ادامه می‌داد. در سال ۱۳۵۰ که اهمیت زیادتری به نوشتن و سرودن داد، دیوان اشعار خود را به سه زبان کردی، فارسی و عربی به‌نام «چهار فصل» منتشر کرد. کتاب «آینهٔ اسلام»، نخستین اثر ربیعی بود که در سال ۱۳۶۵ به چاپ رسید.
کتاب «عالیجناب گوریل» عنوانِ رمان فارسی از اوست که در سال ۱۳۷۲ چاپ شد و هم‌چنین در سال ۱۳۸۵ توسط انتشارات پرتو بیان بازنشر یافت. در
سال ۱۳۸۷ توسط جلال رئوفی به کردی با نام «ماف و لاف» ترجمه شده‌است و هم‌چنین سال ۱۳۹۳ توسط عبدالعزیز سلیمی به زبان عربی نیز ترجمه شده‌است. کتاب «محکمهٔ حیوانات» نوشته محمدعلی دشتی نیز براساس اقتباسی از کتاب در سال ۱۳۸۹ نوشته شده‌است.

### کشته‌شدن و اعتراضات پس‌از آن
پیشینه و علت قتلِ ربیعی به پخشِ مجموعهٔ تلویزیونی «امام علی» از صداوسیما برمی‌گردد که موجب اعتراضاتِ جامعهٔ اهل‌سنت ایران در آن‌زمان شد. او نامه‌ای به مسئولین وزارت اطلاعات، آموزش و پرورش و دیگر مسئولین می‌نویسد و نسبت به «عواقب اختلاف‌افکنی بین شیعه و سنی» و «ایجاد آشوب و تفرقه» به آنان هشدار می‌دهد؛ او در کنفرانس وحدت اسلامی که در سال ۱۳۷۵ در تهران برگزار شد سخنرانی‌ای انتقادی ایراد می‌‌کند.
محمد ربیعی ساعت ۱۲:۳۰ ظهر روز یکشنبه ۱۱ آذر ۱۳۷۵ به قصد رفتن به محل کارش در صداوسیمایِ کرمانشاه از خانه خارج شد و هرگز به خانه برنگشت. بعد از آن حوالی ساعت یک شب، جنازهٔ او در کنار ماشینش در ترمینال سنندج-تهران به‌طوری‌که عمامه‌اش زیر سر و عینک و عبایش بر روی سینه او بوده‌است، پیدا می‌شود.
عایشه مفاخری همسر ملامحمد ربیعی در گفت‌وگو با رادیوفردا آخرین مکالمهٔ تلفنی خود با همسرش را این‌گونه بازگو می‌کند:
| « | به کردی گفت هیلاکم، خیلی خسته و ناراحتم، و خواست با دخترش صحبت کند. چند بار تکرار کرد که دیزل‌آباد هستم. حرف‌هایش درهم بود. مثل یک انسان معمولی نبود. مثل این‌که جایی شکنجه شده باشد. تلفن قطع شد. جنازه‌اش را که پیدا کردیم، جنازه هنوز گرم بود و جای تزریق رویِ پایش بود … روی گردنش آثار بود. از کمربند ماشین یک وجب مانده بود. نمی‌دانم چه کار کردند که کمربند ماشین پاره شده بود. ماموستا ورزشکار بود، به‌سادگی تسلیم نمی‌شد و نمی‌دانم درگیری شده بود یا زده بودند، نمی‌دانم. | » |

ابتدا پزشکی قانونی اعلام کرد او از طریق «آمپول» و «سم» کشته‌شده، اما بلافاصله این را تکذیب و اعلام کرده که «او به مرگ طبیعی درگذشته‌است».در اعتراض به کشته‌شدنِ ربیعی و در مراسم خاک‌سپاری او در ۱۳ام آذر، یک «جنبش اجتماعی» در منطقه [استان کرمانشاه و کردستان] ایجاد شد؛ مردم دست به اعتراض زدند که با دخالت یگان‌های نظامی و ضدشورش مواجهه یافت و اعتراضات به سایر شهرهای کردنشین نیز کشیده شد.
کرمانشاه یک هفته تعطیل شد و تعدادی کشته، مجروح و زندانی شدند. در این اعتراضات یک افسر پلیس به‌نام «علی‌اکبر نجفی» در کرمانشاه کشته شد. فضای شهرهای سنندج، کامیاران و مریوان نیز متشنج شده‌بود. در پاوه «۲۶ نفر» و در جوانرود «17 نفر» کشته و در روانسر نیز دانشجوی جوانی به نام «داریوش محمدی» به ضرب گلوله کشته شدند.
تحت فشار نیروهای امنیتی؛ بیانیه‌ای از سوی پانزده نفر از امامانِ جمعهٔ «وابسته به حکومت» و افراد سرشناسِ اهل‌سنتِ منطقه [استان کرمانشاه و کردستان] صادر شد که در روزنامهٔ جمهوری اسلامی شمارهٔ ۲۶ آذر ۱۳۷۵ و هفته‌نامهٔ باختر نسخهٔ چهارم دی‌ماه ۱۳۷۵ به انتشار یافت؛ در اطلاعیه این‌گونه آمده‌است:
| « | در پی تحقیقاتِ دقیقی‌که از چگونگیِ فوت مرحوم ملا محمد ربیعی بعمل آمده، کاملأ مشخص گردیده که فوتِ آن مرحوم هر چند ثلمه‌ای بر اسلام وارد آورده، لکن به‌طور طبیعی (سکته قلبی) بوده و جایِ هیچ ابهامی وجود ندارد. | » |

سعید امامی در سخنرانی‌اش در سال ۱۳۷۵ که دانشگاه بوعلی سینای همدان می‌باشد؛ در مورد قتلِ ملامحمد ربیعی که متنش در کتابِ «تراژدی دموکراسی در ایرانِ» عمادالدین باقی نیز آمده‌است؛ این‌گونه می‌گوید:
| « | برای مثال یک‌سری از دشمنان داشتند سعی می‌کردند که فوتِ امام جماعت کرمانشاه؛ ملامحمد ربیعی را به گردنِ نظام بیاندازند. شروع کردند در مدارس، طیف‌هایی که وابستگی به مکتب قرآن داشتند و یک‌سری طیف‌هایی که اخوانی‌ها متصل هستند و بعضی از جریاناتی‌که تفکراتِ وهابی دارد؛ تحت عنوان شهادتِ امام جمعه یا [با] این‌که همه می‌دانستند و پزشکی قانونی هم کاملاً مشخص کرده بود که بر اثر سکته بوده… | » |

ملامحمد ربیعی از قربانیانِ قتل‌های زنجیره‌ای ایران به‌شمار می‌رود و نام او بارها در سال‌های ۱۳۷۷ تا ۱۳۸۰ در مطبوعات ذکر می‌شد و هم‌چنین در گزارش گزارشگر ویژه سازمان ملل در ایران در ۲۸ دی ۱۳۷۸ نیز به کشته‌شدن علمایِ اهل‌سنت اشاره شده‌است. برخی قتلِ ربیعی را توطئه محمدرضا رحیمی؛ استاندار وقتِ کردستان و معاون اول احمدی‌نژاد عنوان می‌کنند.

## آثار
آثار مکتوب محمد ربیعی:
1. آیینهٔ اسلام، ۱۳۶۴ (فارسی)
2. تفسیر سروهٔ فاتحه، ۱۳۷۰ (کردی)
3. باقیات صالحات در فقه امام شافعی، ۱۳۷۰ (فارسی)
4. عالیجناب گوریل، نشر صلاح‌الدین ایوبی، ۱۳۷۲
5. نقل و نبات (بیان حیات انبیاء ویژهٔ کودکان و نوجوانان)، ۱۳۷۲
6. ترجمهٔ کتاب «حلال و حرام» از یوسف قرضاوی، ۱۳۷۲
7. به‌چکه‌ی بنیاده‌م در فلسفه، پرتو بیان، ۱۳۸۷ (کردی)
8. سراب عشق و اعتیاد، پرتو بیان، ۱۳۸۹
9. هشتِ اردیبهشت (نثر و نظم)
10. الاحسان فی تجوید القران (عربی)
11. چهار فصل (کردی، فارسی، عربی)
12. تفسیر جزءاول سوره بقره (کردی)
13. خانوادهٔ کوچک (فارسی)
14. دکان‌داران طریقت (کردی)
15. گنجینهٔ گوهر در حدیث (کردی)
16. منظومه کشف الضلال عن الهلال در ۲۴۰۰ بیت
17. «عشقی که بی‌پایانه» یا «عشق پایان‌ناپذیر» (فارسی)
18. موج اف‌ام (فارسی)
19. رسالة القارعة در طلاق
20. معالم اسلامی (اطلاعات عمومی)
21. وتاری ئایینی (گفتارهای دینی)
22. سنت و بدعت
23. مسائل و دلائل
24. مالکیت در اسلام
25. راهنمای ازدواج
26. داستان
27. حضرت عثمان
28. امپریالیست و سوسیال امپریال
29. کارنامهٔ نیکوکاران
30. علم‌الیقین در تلقین
31. علم‌الیقین در سنت
32. داستان کوتاه
33. هزار پند
34. لغز و معما به
35. مال و میراث

## نمونه‌ای از اشعار
دو نمونه از اشعار فارسی محمد ربیعی:
نمونهٔ اول:
| بلبلا هم‌قفس زاغ سیاهی چه عجب!   |  | که در این باغ کسی گلبن بی‌خار ندید |
| گر ز نادانی و نااهلی او در عجبی |  | غیرخوناب، طبیب از دل بیمار ندید   |

| هر جا که دلی هست دل‌آزاری هست |  | هرجا که گلی هست در آن خاری هست |
| گویند به هر جای که باشد گنجی |  | افسوس که اندر کنفش ماری هست    |